# Bạch Vân, Quảng Châu
Bạch Vân (tiếng Trung: 白云区, Hán Việt: Bạch Vân khu) là một quận nội ô của thành phố Quảng Châu, tỉnh Quảng Đông, Cộng hòa Nhân dân Trung Hoa. Tên gọi của quận này lấy tên từ núi Bạch Vân. Sân bay quốc tế Bạch Vân Quảng Châu nằm ở trấn Nhân Hòa của quận Bạch Vân và có đường cao tốc nối sân bay này với trung tâm Quảng Châu đi mất 30 phút. Bạch Vân giáp với quận Hoa Đô. Quận này được thành lập ngày 24 tháng 5 năm 1985, là quận phát triển trong những năm gần đây của Quảng Châu.

## Các đơn vị hành chính
Bạch Vân có các đơn vị hành chính:
- 14 nhai đạo biện sự xứ:

Tam Nguyên Lý (三元里)、Cảnh Thái (景泰)、Tùng Châu (松洲)、Đồng Đức (同德)、Hoàng Thạch (黄石)、Tân Thị (新市)、Đường Cảnh (棠景)、Vĩnh Bình (永平)、Kinh Di (京溪)、Đồng Hòa (同和)、Quân Hòa (均禾)、Gia Hòa (嘉禾)、Thạch Tỉnh (石井)、Kim Sa (金沙)
- 4 trấn: Giang Cao (江高)、Nhân Hòa (人和)、Thái Hòa (太和)、Chung Lạc Đàm (钟落潭)